# Sinchi Roca

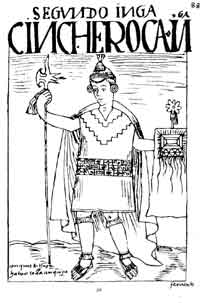
Immagine di Sinchi Roca secondo Guaman Poma de Ayala.

Sinchi Roca (Cusco, 1230 – Cusco, 1260) è stato un sovrano dell'epoca protostorica della etnia degli Inca. I dati riguardanti la sua vita sono desunti dalle leggende recepite dai conquistadores spagnoli dopo la conquista dell'impero andino.

## La vita
Si tratta del secondo sovrano della dinastia Inca. Secondo alcune leggende fu figlio di Manco Cápac e di Mama Ocllo, o secondo altre di Mama Huaco, e regnò dopo la morte del padre.
Le notizie sulla sua vita sono poche e non sempre concordanti. Pare comunque che arrivasse al potere all'età di circa venti anni, appoggiato dalla madre che fu sempre prodiga, con lui, di consigli ed insegnamenti. Alla sua morte, la sua mancanza fu molto sentita dal sovrano che la pianse amaramente. Sinchi Roca viene dipinto come poco bellicoso, se non addirittura pacifico e Joan Santacruz Pachacuti insiste su un aspetto particolare della sua personalità, definendolo eccessivamente voluttuoso. La sua scarsa attitudine alla guerra avrebbe permesso alle tribù vicine di prevalere sugli inca e Sinchi Roca, per allentare le pressioni, avrebbe fatto contrarre, al proprio figlio, un matrimonio con l'erede del capo del villaggio di Zañu.
Dalla figlia di Sutic Guaman, un nobile della regione, Sinchi Roca avrebbe avuto un erede a cui avrebbe posto il nome di Lloque Yupanqui, ma risultano anche altri figli di questo sovrano che avrebbero perpetuato la sua casata, almeno fino all'arrivo degli Spagnoli.
Non si dimentichi, infatti, che la discendenza di Sinchi Roca, detta Raurahua panaca, era ancora esistente all'epoca della stesura delle Informaciones di Francisco de Toledo e i nomi dei suoi rappresentanti furono, addirittura, registrati dallo zelante Sarmiento.
A Sinchi Roca è accreditata l'usanza di forare gli orecchi dei giovani inca, all'età della maturità, per introdurvi dei dischi d'oro, segno distintivo della casta, che, facendo dilatare i lobi auricolari, avrebbero, in seguito, fruttato loro l'appellativo di orejones da parte dei conquistadores.
Questa affermazione deve però essere accettata con cautela, perché sappiamo che si trattava di una cerimonia sacra, detta huarachico,  legata ai miti del ciclo degli Ayar e istituita da Manco Capac in onore del fratello scomparso Ayar Uchu.
Il corpo di Sinchi Roca, assieme al suo idolo personale o doppio, chiamato Huana Chiri Amaru, fu trovato in un villaggio, detto Membilla o Bimbilla. Il processo di mummificazione non era riuscito perfettamente, ma questo non impediva agli indigeni di onorarne le spoglie ancorché già consunte.
Sinchi Roca appare, in queste leggende, di carattere mite e pacifico in contrasto con la figura del suo augusto genitore, Manco Cápac l'eroe primordiale, considerato il fondatore della dinastia. Un altro aspetto che lo evidenzia è la subordinazione alla madre, quella Mama Ocllo/Huaco che era la rappresentante del potere magico religioso che ha concorso alla fondazione dello stato inca.
In termini storici queste considerazioni possono essere tradotte come la rappresentazione di una tribù, quella inca, internamente soggetta al potere sacerdotale o almeno guidata dalle sue manifestazioni. All'esterno, invece, la politica inca si rivela ancora timorosa della potenza delle etnie confinanti e protesa a conseguire alleanze, tramite le classiche unioni matrimoniali.